# Anal Grind
Anal Grind — белорусская порно-грайнд-группа, родом из Новополоцка.

## История
Коллектив образовался в 2003 году. С самого рождения коллектива, участники группы в подробностях раскрывают темы порнографии, убийств и сексуальных отклонений. Первыми участниками коллектива стали CuntFan (электрогитара) и Zerophil (вокал), который также известен как Zero. Когда A.G. пригласили выступить, в команду пригласили второго гитариста (Butcher) и басиста (Elvis). После первого концерта, Zero покинул коллектив и его место занял Sexton. Вскоре Zero вернулся и они пели вдвоем. Спустя год Zero уже окончательно оставил группу.
Коллектив не смог найти подходящего ударника, поэтому использовал драм-машину. Перед первым выступлением участники группы придумали свой имидж: использование масок и отсутствие цензуры во время выступлений. Максимально откровенное представление песен и активное общение с посетителями шоу команды стало неотъемлемой чертой сценического поведения.
Два года спустя был издан их демо-альбом — Cuntripping (с англ. — «Разрывание пизды»). Во время записи альбома, участникам группы пришлось потрудиться с «эмоциональными интерлюдиями», пытаясь расставить микрофоны и удаляя лишние звуки. В составе команды появился ди-джей (Partizan) и менеджер (Vile). Спустя короткое время Partizan стал вторым вокалистом, а Vile взял на себя обязанности ди-джея.
После издания своего дебютного релиза, коллектив выступил на Massa Brutto Fest, отправился в концертный тур по России и был приглашён на фестивали PetroGrind и Fatal Forum Fest. Также по отношению к группе начал проявляться интерес со стороны разных издательств. Из-за смен состава и концертов команда долго не могла приступить к записи нового материала. Однако, в 2008 году запись наконец-то была готова, был снят клип на песню "Crypto-Rotting Cunt-Mutant" и начались переговоры с выпускающим лейблом. На следующий день после съемок клипа Partizan заявил о выходе из команды и его место у микрофона занял Vile.
В 2009 году на Coyote Records был издан первый полноформатный альбом Anal Cannibal (с англ. — «Анальный каннибал»), главной темой которого являлось анальное отверстие с зубами. Оформление диска было нетипично мрачным, так как команда еще не определилась со стилем своих обложек. По требованию лейбла на разворотах буклета были размещены тексты песен со стилизованными изображениями участников команды. Главную картинку помог создать владелец украинского лейбла DAC Productions Дмитрий Лычагин. После выхода альбома команду покинули Butcher и Elvis, Vile стал басистом-вокалистом и состав команды сократился до трех человек.
В 2010 году был издан второй альбом Born To Porn (с англ. — «Рождён для Порно»), который продемонстрировал некоторые изменения музыкального стиля коллектива. Качество записи было на порядок выше, стилистика песен сместилась от классического Grindcore в сторону Porn GoreGrind. Оформление диска стало более ярким и качественным, начал вырисовываться собственный стиль обложек команды. Данный релиз был положительно принят рецензентом из Dark City.
В 2012 году на Coyote Records вышел третий альбом Chronic Pornoholic (с англ. — «Хронический Порноголик») и команда отправилась в тур по России вместе с группами Mindly Rotten (Columbia) и Tension Prophecy (Iran). Для этого диска характерны более мрачное и жесткое звучание, более быстрый темп песен. Обложка диска содержала тексты песен и изобиловала порнографически стилизованными изображениями в стиле футанари. Также на буклете и вышедших футболках присутствует замаскированное изображение эрогированных членов участников команды.
Спустя год команда снова отправляется в многодневный тур по России с нидерландской командой Cliteater. Параллельно с активной концертной деятельностью готовится материал для сплита, который вышел на лейбле Rebirth the Metal Productions. 6-way split. В то-же время участники команды принимают решение о переезде в Россию (Москва). Поэтапное перемещение в другую страну, поиск работы заняли длительное время и только летом-осенью 2014 года команда снова смогла поехать в тур. На этот раз это был европейский тур с посещением Нидерландов, Франции, Германии. В рамках тура A.G. выступили на 2 фестивалях и нескольких локальных концертах. После возвращения в команде появился барабанщик (SlutBuster) и, после непродолжительных репетиций, группа представила нового участника на концертах в России и Беларуси.
В 2016 году произошла смена состава и появились новый вокалист (CumBeast) и басист (AssGaper). Команда создает общий имидж участников, проводит фотосеты, выпускает новый мерч. С новыми участниками Anal Grind отправляется в тур по Мексике, где принимает участие в фестивале Mexican Gore Grind Masters. После столь впечатлительной поездки на свет появляется сингл Mexicano Fart Machine. Это первая запись команды с живым барабанщиком. На песню команда смонтировала клип с видео из мексиканского тура и студийными съемками записи самой песни.
Летом 2017 года Anal Grind выступает на Obczene Extreme Fest в Чехии. Сингл Mexicano Fart Machine входит в фестивальную компиляцию, вышедшую на диске. Команда начинает разучивать материал для нового диска.
Весной 2018 года идет плотная студийная работа, приглашены гостевые вокалисты, ведутся переговоры с художниками об оформлении диска. После окончания записи осенью 2018 года снова происходит смена состава. Из-за долгой работы с буклетом выход диска сильно затянулся.
В 2019 году новый состав начал работу с материалом и подготовку к Coyote Brutal Fest 14. Новый барабанщик WhoreLord и басист Mister Fister были представлены на фестивале в 2020 году. CuntFan взял вокальные партии на себя.
В 2020 году выходит четвертый полноформатный альбом Dooms Day Sex Machine на германском лейбле Rotten Roll Rex. Новый материал получился гораздо веселее предыдущего альбома, качество записи и сведения вывели группу на новый уровень звучания. Обложка, стилизованная под комикс, полностью вписалась в стиль команды. На диске присутствуют гостевые вокалы 7 участников из 5 команд: Joost и Ivan (Cliteater). Gob и Scatweasel (Stoma), Necro Fecal (Fecalizer), Martin (RazorRape), Seb (UxLxCxMx).

 
Весной 2021 года команда была приглашена на фестиваль Некробойня, который должен был пройти в Москве и Санкт-Петербурге. Московское выступление прошло отлично, а вот в Санкт-Петербурге фестиваль был сорван сотрудниками полиции. Срыв получился настолько резонансным, что репортаж об этом был показан по каналу Ren-TV и о нем написали многие интернет издания. Формат статей носил характер от строго-обвинительного в адрес команд-участников фестиваля, до поддержки музыкантов и указания на мракобесное поведение местных властей. Anal Grind предъявили пропаганду насилия и Порнографии, посетителей фестиваля назвали сатанистами. Все закончилось массовым обыском и задержанием самых активных участников фестиваля.

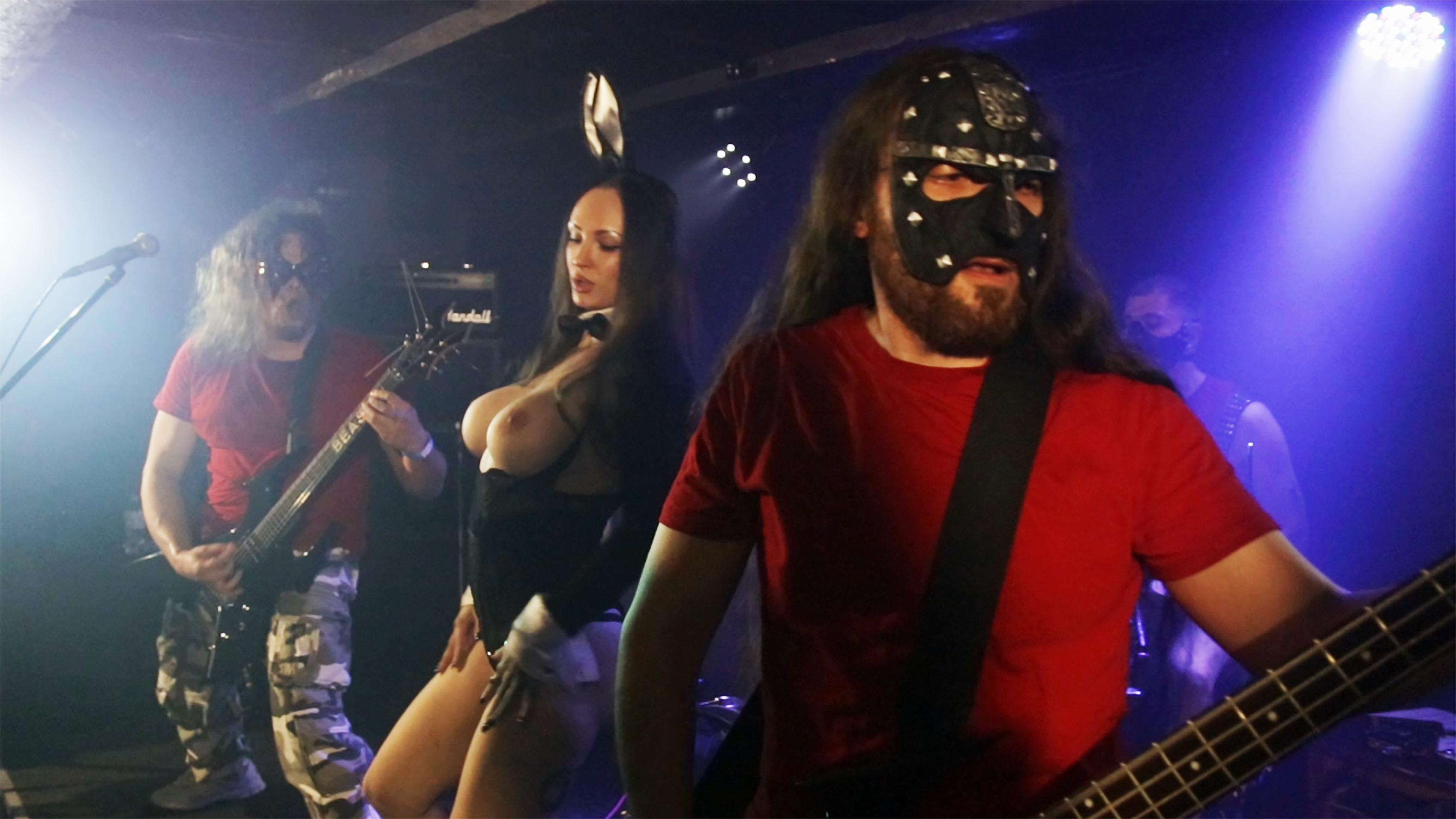
Anal Grind на фестивале Некробойня 2021 в г. Москва

В 2022 году на мексиканском лейбле Gore Cannibal Records выходит компиляция Goreography vol.5, включающая в себя "неполноформатные" песни со сплитов, демо записи и сингл, каверы на Blood и Rompeprop.
В 2024 году весной в команде появляется новый басист MilfHunter, которого представили на фестивале Ultimate Moscow Brutality 2.
1 Февраля 2025 года выпущен сингл AssVengers. Выход сингла состоялся как на всех цифровых платформах, так и ограниченным тиражом на дисках. Кроме песен на дисках присутствует медиа-бонус в виде фотографий со свежей фотосессии и двух видео: фрагмент выступления на фестивале Make Ugar Great Again XXVIII без цензуры и видео о вкладышах, вложенных в упаковку диска. Выход сингла сопровождался презентацией в московском клубе Peak Sound. Для песни "Scatlantean" свой вокал записал Fe-Fe - вокалист брянской группы S.C.A.T. которая так-же приняла участие в презентации сингла. Во время выступления Anal Grind Fe-Fe был приглашен на сцену и спел песню "Scatlantean" вместе с A.G. Так-же в презентации сингла приняли участие московские команды Smothered Bowles и Paraproctitis.

## Музыкальный стиль
Коллектив исполняет музыку в стиле порно-грайнд. С самого появления коллектива, тексты их песен раскрывали во всех подробностях темы порно, убийств и сексуальных отклонений. Участники коллектива раскрывают анатомические подробности гениталий человека и различные способы их использования. На обложке альбома Anal Cannibal изображено анальное отверстие с зубами, а лирика песен рассказывает о том, к каким бедам может привести данное существо. Характерными элементами музыки данного альбома были скоростная драм-машина наряду с индустриальными сэмплами и отрывками из порно-фильмов. Когда вышел следующий альбом Born To Porn, стиль группы испытал изменения. Качество звучания стало лучше: звук стал более плотным и разборчивым, а драм-машина стала сильнее напоминать человеческую игру на ударных. В 2014 году в команде появился живой барабанщик. Музыка стала более медленной, среднетемповой, а вокал варьируется от пиг-сквила до гроулинга. Сэмплы из порно-фильмов и звуки отхождения газов встречались очень часто, особенно в композиции «Kakaphonia».

## Состав
- CuntFan — электрогитара, вокал
- MilfHunter — бас-гитара
- WhoreLord — ударные

## Дискография
Полноформатные альбомы
- Anal Cannibal (Coyote Records, 2009)
- Born To Porn (Coyote Records, 2010)
- Chronic Pornoholic (Coyote Records, 2012)
- DoomsDay Sex Machine (Rotten Roll Rex 2020)

Демо-альбомы
- Cuntripping (Maniac Records, 2006)

Компиляции
- Goreography vol.5 (Gore Cannibal Records, 2022)

Синглы
- Mexicano Fart Machine (независимый релиз, 2017)
- AssVengers (независимый релиз, 2025)

Сплиты
- 3 Way Torture (Bizarre Experiments, 2009)
- Pornogrind Dildotorture (независимый релиз, 2012)
- 6-Way Sickness (Rebirth the Metal Productions, 2013)